# Liliana Ferrari
Liliana Ferarri Silvestrini, italijanska zgodovinarka slovenskega rodu, * 21. april 1953, Ločnik pri Gorici.

## Življenje in delo
Rodila se je v Ločniku pri Gorici v družini goriškega občinskega uradnika Fiorellina in tekstilne delavke Marije Ferarri, rojene Lušnic. Osnovno šolo je končala v rojstnem kraju, gimnazijo v Gorici, kjer je leta 1972 maturirala. Na Univerzi v Trstu je 1977 doktorirala iz zgodovinskih ved. Od jeseni 1977 do poletja 1979 je sodelovala pri raziskovanju problematike odhoda istranov po 2. svetovni vojni iz Istre. Rezultati raziskave so bili predstavljeni v knjigi Storia di un esodo. Istria 1945-1956 (Trst, 1980), za katero je prispevala poglavja: Reka 1945-1947; Odhod iz Pulja; Trst 1947-1947; istrsko vprašanje v tisku; Vprašanje opcij; Begunci v Trstu (1945-1947) in Vprašanja življenja. V tem času se je zavzeto učila slovenščine in se udeležila dveh tečajev slovenskega jezika, literature in kulture na Univerzi v Ljubljani ter pričela z raziskovanjem Katoliške akcije v letih 1935−1954 s posebnim pogledom na razvoj v škofijah Trst-Koper, Videm in Gorica. O tem je predavala in pisala. Uredila je knjigo o Katoliški akciji in ji napisala uvodni esej. Junija 1984 je na Univerzi v Trstu postala raziskovalka na Inštitutu za srednjeveško in moderno zgodovino.